# Dietrich Schulze-Marmeling

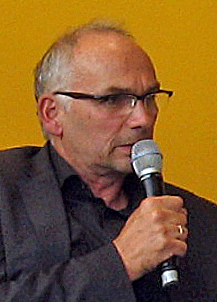
Dietrich Schulze-Marmeling auf der Frankfurter Buchmesse 2015

Dietrich Schulze-Marmeling (* 8. Dezember 1956 in Kamen) ist ein deutscher Sachbuchautor. Bekannt wurde er vor allem durch seine zahlreichen Fußballbücher, darunter über die Geschichte der Fußball-Weltmeisterschaft oder über deutsche Fußballvereine wie den FC Bayern München oder Borussia Dortmund. 2011 wurde sein Werk Der FC Bayern und seine Juden zum Fußballbuch des Jahres gewählt.

## Leben
Schulze-Marmeling wuchs in Kamen in der Peripherie Dortmunds auf und ist seit früher Kindheit Anhänger von Borussia Dortmund. Er wohnt in Altenberge bei Münster. Dort ist er beim Sportverein TuS Altenberge als Koordinator im Jugendbereich aktiv; zudem ist er Mitglied von Borussia Dortmund. Sein Sohn Kieran spielte als Torwart für Preußen Münster und ist nunmehr Trainer der U23-Mannschaft des Vereins sowie Co-Trainer der Profimannschaft.
Zwischen 1988 und 1989 lebte Schulze-Marmeling für ein Jahr in Nordirland. Die dortige Sichtweise, Fußball als gesellschaftliche Angelegenheit zu betrachten, war für ihn der Anstoß, sich intensiver mit der sozialen Seite des Fußballs zu beschäftigen. Schulze-Marmeling ist berufenes Mitglied der Deutschen Akademie für Fußball-Kultur.

## Werke (Auswahl)

### Fußball
- Für Fußball hättest Du mich nachts wecken können. 1992, ISBN 3-923478-70-4.
- Der gezähmte Fußball. Zur Geschichte eines subversiven Sports. 1992, ISBN 3-923478-68-2.
- Borussia Dortmund. Der Ruhm, der Traum und das Geld. Die Geschichte von Borussia Dortmund. 1994, ISBN 3-89533-110-4.
- Holt euch das Spiel zurück. Fans und Fußball. 1995.
- Preußen Münster. Fußball zwischen Filz und Fans. 1995.
- Die Geschichte von Borussia Dortmund. Du stehst immer wieder auf. 1998.
- Fußball für Millionen. Die Geschichte der deutschen Nationalmannschaft. 1999.
- Fußball. Zur Geschichte eines globalen Sports. 2000.
- Das Borussia Dortmund Lexikon. Spieler, Tore, Meisterschaften. 2002.
- Davidstern und Lederball. Verlag die Werkstatt, Göttingen 2003, ISBN 978-3-89533-407-8.
- Die Bayern. Die Geschichte des deutschen Rekordmeisters. Verlag Die Werkstatt, Göttingen 2003, ISBN 978-3-89533-821-2.
- Die Geschichte der Fußball-Weltmeisterschaft 1930–2006. Mit Spieler-Lexikon und Statistik. 2004.
- Strategen des Spiels. Die legendären Fußballtrainer. Verlag die Werkstatt, Göttingen 2005, ISBN 3-89533-475-8.
- 100 Jahre Preußen Münster. 2006.
- Die Geschichte der Fußball-Europameisterschaft. 2007.
- Fußball. Taschenkalender. 2008.
- Barca oder: Die Kunst des schönen Spiels. Verlag Die Werkstatt, Göttingen 2010, ISBN 978-3-89533-720-8.
- Der FC Bayern und seine Juden. Aufstieg und Zerschlagung einer liberalen Fußballkultur. Verlag Die Werkstatt, Göttingen 2011, ISBN 978-3-89533-781-9.
- Der König und sein Spiel, Johan Cruyff und der Weltfußball. Verlag Die Werkstatt, Göttingen 2012, ISBN 978-3-89533-845-8.
- zusammen mit Bernd-M. Beyer (Hrsg.): Das goldene Buch der Fußball-Weltmeisterschaft. Verlag Die Werkstatt, Göttingen 2014, ISBN 978-3-7307-0159-1.
- Celtic. Ein „irischer“ Klub in Glasgow. Verlag Die Werkstatt, Göttingen 2018, ISBN 978-3-7307-0377-9.

### Irland
- Republikanismus und Sozialismus in Nordirland. Politische Theorie und Praxis in der Nordirischen Krise. 1986.
- Die gescheiterte Modernisierung. Britische Nordirlandpolitik in den 70er und 80er Jahren. 1986.
- Die Irische Krise. Dritte Welt in Europa. 1988.
- Der lange Krieg. Macht und Menschen in Nordirland. 1991.
- Nordirland, Geschichte, Landschaft, Kultur und Touren. 1996.
- Irland Almanach. Herausgeber mit Hans-Christian Oeser, Jörg W. Rademacher, Jürgen Schneider, Ralf Sotscheck. 1999–2001.

### Weitere
- Die NATO. Anatomie eines Militärpaktes. 1987.
- Null-Lösung. Will die NATO wirklich abrüsten? 1987.